# Угольня
Угольня (укр. Угільня) — село в Стрыйской городской общине Стрыйского района Львовской области Украины.
Население по переписи 2001 года составляло 461 человек. Занимает площадь 8,66 км². Почтовый индекс — 82484. Телефонный код — 3245.